# جو كورنيش
جو كورنيش (بالإنجليزية: Joe Cornish)‏ هو ناقد سينمائي ومقدم تلفزيوني وصحفي وكاتب سيناريو وكاتب ومخرج وممثل بريطاني، ولد في 20 ديسمبر 1968 بلندن في المملكة المتحدة.

## أعمال

### أفلام
- (2004) شون أوف ذا ديد[4]
- (2011) أتاك ذا بلوك[5]
- (2011) مغامرات تان تان[6][7]
- (2015) الرجل النملة[8]

## وصلات خارجية
- جو كورنيش على موقع IMDb (الإنجليزية)
- جو كورنيش على موقع ميتاكريتيك (الإنجليزية)
- جو كورنيش على موقع روتن توميتوز (الإنجليزية)
- جو كورنيش على موقع ألو سيني (الفرنسية)
- جو كورنيش على موقع ميوزك برينز (الإنجليزية)
- جو كورنيش على موقع أول موفي (الإنجليزية)
- جو كورنيش على موقع بوكس أوفيس موجو (الإنجليزية)
- جو كورنيش على موقع قاعدة بيانات الأفلام السويدية (السويدية)
- جو كورنيش على موقع ديسكوغز (الإنجليزية)
- جو كورنيش على موقع قاعدة بيانات الفيلم (الإنجليزية)